# 乾浩明
乾 浩明（いぬい ひろあき、1938年〈昭和13年〉11月2日 - ）は、日本のフリーアナウンサー、ナレーター、実業家。奈良県北葛城郡王寺町在住。

## 来歴・人物
- 大阪府立阿倍野高等学校（逸見政孝は同校の6年後輩に当たる）、関西学院大学を卒業後、ABCのアナウンサーとして入社。主に情報・バラエティ番組を担当。
- ホテルプラザが1999年3月に廃業した際、社長として従業員の再就職先探しに尽力。
- その後は子会社のABCリブラ社長を務めた。

## 過去の出演番組

### 朝日放送テレビ
- ワイドショー・プラスα[1]
- バラエティワイド こんな時α
- 世界一周双六ゲーム - 司会
- わいわいサタデー（1983年 - 1990年9月） - 初代司会者[1]
- 夫婦でドンピシャ!
- 乾・鶴瓶の電話でドン!→乾浩明の電話でドン!
- 生クイズ・夫婦でドン!
- ホリデーワイド
- 西部警察 PART-III 第49話「京都・幻の女殺人事件 -京都篇-」（1984年、テレビ朝日・石原プロ制作）-　朝日放送が京都ロケへ全面的に協力したことを背景に、秘書課長役で出演。
- 霊感ヤマカン第六感 - 霊感ゲームの問題で乾に対して『双六』が出された。
- 水曜スペシャル
- 新・赤かぶ検事奮戦記 - ナレーション担当
- 京都の芸者弁護士事件簿 - ナレーション担当
- 夢路いとし追悼番組

### 朝日放送ラジオ
- リクエスト・大行進
- 東芝ワイドワイドサンデー〜あなたとつくる365分〜[1]
- ABCヤングリクエスト
- ヤング・ミュージックレーダー
- ポップ対歌謡曲
- 歌謡曲ぶっつけ本番
- ラジオわろうてい - ゲスト ほか